# LOGAN Electronics
La LOGAN Electronics S.r.l fu un'importante azienda strumenti musicali a tastiera delle Marche. Le sue produzioni più importanti erano organi e sintetizzatori.

## Storia
La LOGAN Electronics S.r.l fu fondata negli anni '60 nella provincia di Ancona. In questo periodo il settore dello strumento musicale vide un grande sviluppo nelle Marche e nella provincia di Ancona con il fiorire di sempre nuovi marchi e ditte (Elgam, CRB elettronica, Welson, Giaccaglia, Eko, Elka).
Alcuni dei modelli di organi prodotti dalla Logan erano il Weekend, il Caravelle e i sintetizzatori String e String Melody, i cui violini erano di eccelsa qualità. Negli anni '70 vi era il detto "Pianoforte Fender, Violini Logan".
Con la crisi del settore alla fine degli anni '70, la ditta si riconvertì con la fabbricazione di pianoforti, prendendo anche commissioni dall'azienda statunitense Baldwin.